# 월외국민학교
월외국민학교는 경상북도 청송군 청송읍 월외리에 있었던 국민학교이다.

## 연혁
- 1950년 5월 20일 월외국민학교 설립 인가 및 개교, 4학급 편성
- 1983년 7월 1일 종합교재원 준공
- 1988년 8월 20일 교사동 현관 신축
- 1995년 2월 19일 제41회 졸업식(누계: 1,296명)
- 1995년 3월 1일 폐교 및 청송국민학교 통폐합